# دفاتر الوراق
دفاتر الورّاق، رواية عربية للروائي الأردني جلال برجس. صدرت الرواية لأول مرة في العام 2020 عن المؤسسة العربية للدراسات والنشر في لبنان، حازت على الجائزة العالمية للرواية العربية لعام 2021، المعروفة باسم «جائزة بوكر العربية».

## حول الرواية
تتكئ هذه الرواية على حكايات عن المهمّشين تُروى من خلال عدد من الدفاتر في إطار زمني يقع بين عامي 1947 و2019 عن أشخاص يفقد بعضهم بيوتهم، ويعاني البعض الآخر أزمة مجهولي النسب، ويقاسي آخرون عدم انتمائهم إلى عائلات كبيرة. تتقاطع مصائر الشخصيات ببعضها فتبرز قيمة البيت والذي حمل رمز الوطن مقابل أكثر من شكل للخراب. الشخصية المحورية ورَّاق مثقف وقارئ نهم للروايات إلى درجة أن تتلبسه شخصية أي رواية تقنعه ويتصرف عبرها، لكن جراء العزلة والوحدة وما عاشه من قسوة في عالم صاخب، تتفاقم حالته النفسية فتكتمل إصابته بفصام الشخصية ليعيش صراعًا بين صوتين في داخله: واحد مُحرض على ارتكاب عدد من الجرائم حيال واقع لم يمنحه حقه في العيش، والثاني يقف بوجهه متكئًا على محمول معرفي عميق. تكشف الرواية إضافة إلى هذا المنحى  وخلال التناوب بين محتوى الدفاتر من سينتصر على الآخر، وكيف تتشابك الحكايات ببعضها لتؤدي إلى مقولة رئيسية في الرواية مفادها: أن الخوف حتمًا سيؤدي إلى الخراب.
تدور أحداث الرواية في مدينتيّ عمّان وموسكو. بطل الرواية، إبراهيم، وهو بائع الكتب مثقف وقارئ نهم، لكنه فقد متجره ووجد نفسه متشرّدًا. صار حديث الشارع بعدما واجه أحداثاً كثيرةً في زمن شبكات التواصل الاجتماعي، فيعيش العزلة والوحدة وتتفاقم حالته النفسية جرّاءها فيصاب بفصام الشخصية وتتلبّسه شخصيات أبطال الروايات التي كان يحبها فيتقمصها ويرتكب سلسلة من جرائم السطو والسرقة والقتل،وفي الأخير يحاول الانتحار لكنه التقي بامرأة غيّرت مصيره.

## أقتباسات
- «هل يبدو الموت جميلاً حينما نقترفه في أماكن جميلة؟ كلا، الموت موت لكننا نجمله حتى نتقبل النهاية·»
- «أننا نأتي إلى البحر؛ لأنه كاتم الأسرار، فلا نرى منه سوى وجهه المائي، بينما في أعماقه هنالك كثير من الحكايات التي لا يعرفها سوى من يركب موجة المغامرة·»